# 1480年
| 千纪： | 2千纪 |
| 世纪： | 14世纪 \| 15世纪 \| 16世纪                                                                                 |
| 年代： | 1450年代 \| 1460年代 \| 1470年代 \| 1480年代 \| 1490年代 \| 1500年代 \| 1510年代                           |
| 年份： | 1475年 \| 1476年 \| 1477年 \| 1478年 \| 1479年 \| 1480年 \| 1481年 \| 1482年 \| 1483年 \| 1484年 \| 1485年 |
| 纪年： | 庚子年（鼠年）；明成化十六年；越南洪德十一年；日本文明十二年                                               |

## 大事记
- 3月6日——托萊多條約：西班牙的斐迪南和伊莎貝拉承認「非洲的」阿方索在非洲的征服，而他則將加那利群島割讓給西班牙。（見阿爾卡索瓦什和約）
- 8月12日——奧斯曼帝國入侵奧特朗托：奧斯曼軍隊斬首拒絕皈依伊斯蘭教的800名基督徒。奧特朗托的烈士在2013年被冊封。
- 達延汗即位第33代蒙古大汗，開始打擊以亦思馬勒為首的權臣和異姓領主。
- 昔班家族幼支的王公伊巴克从失必儿汗国可汗手中夺取了秋明城。
- 俄国摆脱蒙古人的统治。

## 出生
- 嚴嵩（1480年－1567年），明朝權臣。
- 斐迪南·麥哲倫（1480年－1521年），西班牙環球航行船長。
- 奥地利的玛格丽特（1480年-1530年），哈布斯堡尼德蘭總督，胡安、菲利貝托二世之妻。
- 盧克雷齊亞·波吉亞（1480年-1519年），長期贊助藝術家從事藝術活動，是歐洲文藝復興時期的幕後支持者之一。

## 逝世
- 底哈都拉，緬甸阿瓦王朝君主，那羅波帝之子。